# Cápsula articular
A cápsula articular é um invólucro membranoso que encerra as superfícies articulares, possuindo duas camadas: a membrana fibrosa (externa) e a membrana sinovial (interna). A membrana externa é mais resistente e pode estar reforçada em alguns pontos por feixes também fibrosos que constituem os ligamentos capsulares para aumentar sua resistência. A membrana interna da cápsula é bastante vascularizada e inervada; este tecido produz o líquido sinovial, o qual é viscoso, nutritivo, lubrificante e deslizante. Contém ácido hialurônico, o que confere a viscosidade necessária para a lubrificação da articulação.